# Zethus inconstans
Zethus inconstans är en stekelart som beskrevs av Fox 1899. Zethus inconstans ingår i släktet Zethus och familjen Eumenidae. Inga underarter finns listade i Catalogue of Life.